# Zezwolenie (retoryka)
Zezwolenie (łac. concessio, gr. ἐπιτροπή epitropḗ) – figura retoryczna polegająca na pozorowaniu aprobaty dla poglądów adwersarza, dopuszczeniu przez mówcę argumentów strony przeciwnej, przytaczaniu ich z pozorną aprobatą, aby potem je zbijać.